# Autógrafo (asiriología)
Un autógrafo en asiriología es la copia a mano de una tablilla de arcilla cuneiforme. Producir un autógrafo es a menudo el primer paso para la interpretación arqueológica de tablillas y, frecuentemente, la forma de autoridad en que se publica como material fuente. 
La autografía del texto va seguido de la transliteración, y posteriormente de la transcripción y la traducción final.